# Cabo Scoresby
O Cabo Scoresby (66° 34′ S, 162° 45′ L) é uma alta ribanceira marcando a extremidade norte da Ilha de Borradaile nas Ilhas Balleny. Foi mapeado pela equipe do RRS Discovery II que fez  levantamentos contínuos da porção norte das Ilhas Balleny, em 1936-38. Recebeu o nome de William Scoresby, um navio de pesquisa acompanhante da Discovery II, na execução de trabalho oceanográfico nas águas antárticas daquele tempo.